# Tresztia

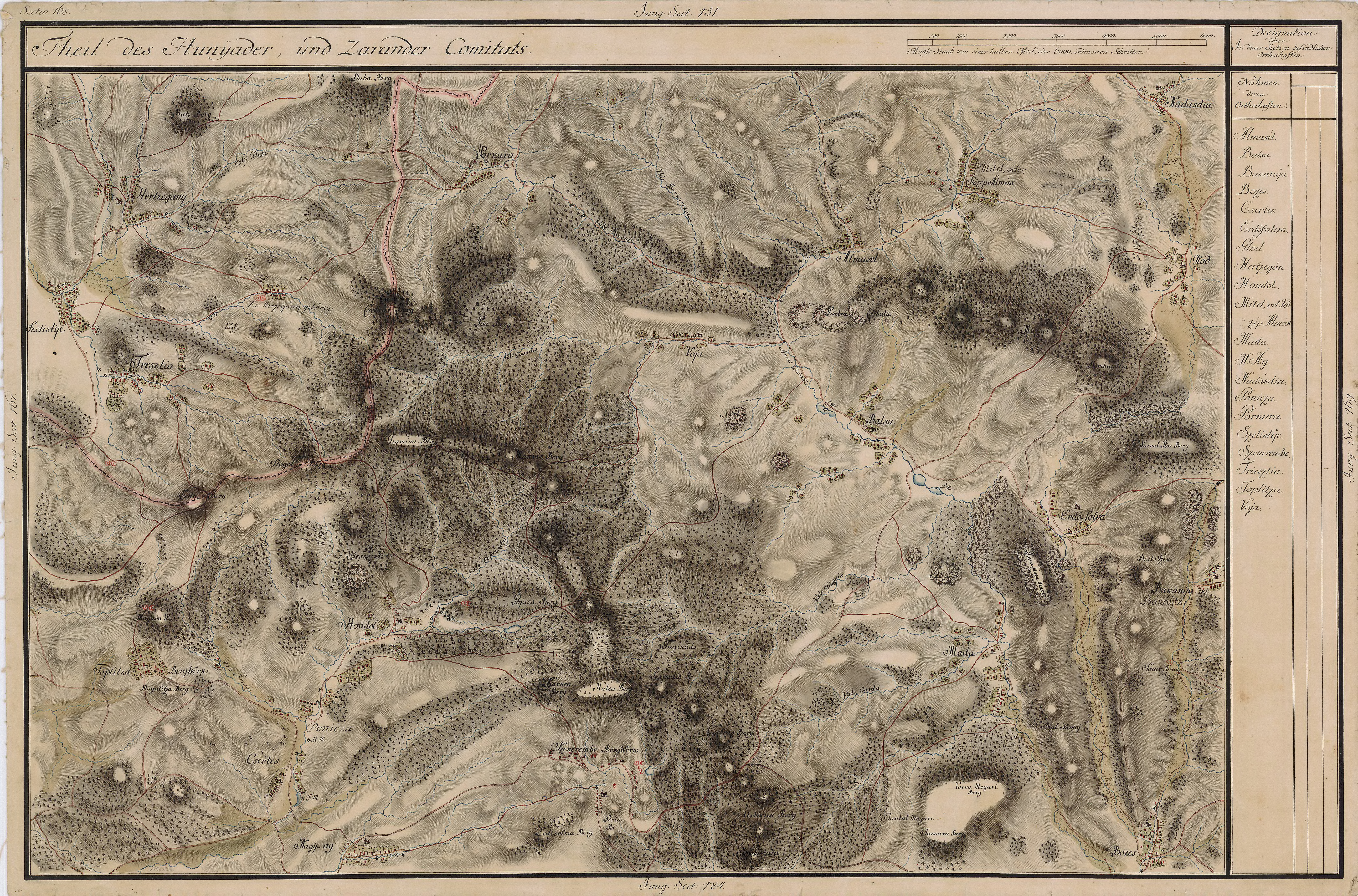
Tresztia környéke 1769-1773 körül

Tresztia (románul: Trestia) falu Romániában, Erdélyben, Hunyad megyében.

## Nevének eredete
Neve a 'nád' jelentésű román trestie szóból származik. Először 1439-ben említették Trestyefalva, majd 1464-ben Teresthe és 1525-ben Trezthe alakban. Fridvalszky János 1767-es, Minero-Logia magni principatus Transilvaniæ című könyvében a Trsztyan alakot használta.

## Fekvése
Dévától 26 kilométerre északra, az Erdélyi-érchegységben fekszik.

## Népessége
- 1525-ben tizennégy családdal írták össze.
- 1733-ban negyven görögkatolikus családot, majd 1766-ban 291 ortodox lelket számoltak össze benne.
- 1850-ben 450 lakosából 412 volt román és 33 cigány nemzetiségű; 445 ortodox vallású.
- 2002-ben 356 román nemzetiségű lakosából 355 volt ortodox vallású.

## Története
1525-ben Világosvár tartozéka volt. Zaránd, 1876-tól Hunyad vármegye Brádi járásához tartozott. Apafi Mihálytól 1662-ben Zólyomy Miklós kapta meg. Tíz év múlva már Kapy György zarándi és hunyadi főispán birtokolta, aki aranybányát nyitott benne, Tőle veje, Gyulay Ferenc örökölte, aki 1690-ben Thökölyvel Havasalföldre menekült és a falu fejében kölcsönöket vette fel Constantin Brâncoveanu vajdától. Utóbbi 1712-ben eladta Steinville erdély osztrák katonai parancsnokának, aki 1713-ban újraélesztette az aranybányászatot. A kincstártól 1730-ban Gyulay István vette bérbe, aki 1764-ben új főtárnát nyittatott a Malus hegy oldalában.
1731-ben a ferencesek római katolikus plébániát szerveztek Tresztián, amely a bányászat mellett ekkor vásáraival is kiemelkedett a vidék falvai közül. 1749-től 1839-ig ortodox esperesség székhelye volt, amelyhez 1766-ban 38 parókia tartozott. 1848-ban az akkor már öt főtárnából kettő beomlott. 1879-ben két arany- és ezüstbányájában 28-an dolgoztak. A századfordulón a porosz tulajdonban lévő társulati bánya mellett a helyiek több kisebb bányát műveltek.

## Látnivalók
- Ortodox temploma 1765-ben épült.